# 维诺赫拉迪夫卡 (扎波罗热州)
47°18′6″N 35°24′1″E / 47.30167°N 35.40028°E
維諾赫拉迪夫卡（烏克蘭語：Виноградівка）是位於烏克蘭東南部的村莊，由扎波羅熱州瓦西里夫卡區的羅茲多爾市鎮負責管轄。該村始建於1924年，面積0.99平方公里，海拔高度86米，2001年人口161，人口密度每平方公里162.6人。